# مهدي طباطبائي
مهدي طباطبائي (بالفارسية: سید مهدی طباطبایی) هو فقيه وسياسي إيراني، ولد في 21 مارس 1936 في رفسنجان في إيران، وتوفي في 17 مايو 2018 في طهران في إيران. حزبياً، نشط في جمعية علماء الدين المجاهدين.